# 好きだよっ!
『好きだよっ!』（すきだよっ）は、Atherより2000年7月14日に発売された日本のアダルトゲーム。同じ学校に通う女の子たちと少しずつ親しくなっていく恋愛アドベンチャーゲーム。
PlayStationにも『ぬくもりの中で』（ぬくもりのなかで）と改題されてプリンセスソフトより2001年8月30日に発売された。

## 登場人物
声優はPC / PS・ドラマCDの順。
神田 淳（かんだ じゅん）
声：鈴村健一（ドラマCDのみ）
主人公。家族構成は父・妹。身長は180センチ。何事にも物怖じしないマイペースな性格。女の子の顔をわざわざ下からのぞき見る、照れたり拗ねたりするとすぐ横を向く、などの癖がある。雰囲気も不良っぽくて近寄りがたく、口も悪い。その上めんどくさがり。

### メインキャラクター
新橋 美奈（しんばし みな）
声：PON / 本間ゆかり
メインヒロイン。新橋三姉妹の次女で主人公と同級生。1年の2学期の時期に学園に転校してきた。元気で明るく、一見しっかりしているようだが、実は少し抜けている。淳を痴漢と間違えて駅員に突き出してしまう。実の本人は幼い頃に死亡しており、彼女は美奈の細胞が使われているクローンとなる。
新橋 玲奈（しんばし れいな）
声：天神有海 / 同左
準ヒロイン1。新橋三姉妹の長姉。幼い頃の交通事故で盲目になっている。その時の事故で美奈は玲奈を庇って死亡した。眼が見えないが不幸を感じさせない。家族構成は母・姉妹。ぼ～っとしていて、一見信用なさそうだが、実はしっかりしている。
新橋 梨奈（しんばし りな）
声：津田沼真利 / 同左
準ヒロイン2。新橋三姉妹の末娘。淳に惚れてしまい彼女の方から告白してくる。しっかり者だが、ちょっと短気な元気娘。猫と幽霊とピーマンが苦手。
目白 聖（めじろ ひじり）
声：須本綾奈 / 嶋崎はるか
1年の2学期時、転校してきた美奈と仲良くなる。美奈の一番の親友で、全国無差別級模試トップの天才児でもある。基本的にレズなので、美少女がお気に入り。ただ、キツイ性格の上、怪しい。
田端 あさぎ（たばた あさぎ）
声：南雲涼 / 杉本ゆう
淳の従姉妹。外ではしゃきっとしてカッコイイが、家に帰ると叔父に似てだらしない。本来の自分と外客向きの顔というのを、しっかり心得ている女性。主人公の在籍中の学園の新任教師。持ち教科は国語。
大崎 和葉
声：津田沼真利
PS版のみ登場の人物。
神社の巫女
声：津田沼真利
PS版のみ登場の人物。

### サブキャラクター
品川 愛里（しながわ あいり）
声：杉本ゆう（ドラマCDのみ）
ゲーム上では中盤から登場。昔、淳の近所に住んでいた幼なじみ。性格がロリロリ。明るいが、運動は苦手。しかも世話焼きながら、ちょっとおっちょこちょい。
神田 菜々（かんだ なな）
淳の実妹。母親は菜々を生んですぐ他界した。可愛い妹で、優しく穏やかで何でも言うことを聞くお兄ちゃん子。
PS版では行先を自宅に選んだ主人公のもとに「クラスの男の子がひどい」と怒りながらやってくる。理由を聞くと、商店街の人ごみの真っ只中でスカートをめくられ、一緒にいた友達も被害に遭って泣いちゃったとのこと。その後、選択肢次第で淳がスカートをめくろうと狙う。
池田 遼太郎
声：永野善一（ドラマCDのみ）
淳の友達。

## スタッフ
- 原画 - きみづか葵
- シナリオ - 御子石勇太
- 音楽 - くるがみ龍、石川智久

## 主題歌

### PC版
オープニングテーマ「ココロノカタチ」
歌 - 後藤美由紀 / 作詞 - 松井洋平 / 作曲 - 石川智久
エンディングテーマ「Everytime,Everywhere」
歌 - 北田真由味 / 作詞 - 松井洋平 / 作曲 - 石川智久

### PS版
オープニングテーマ「抱擁」
歌 - 榊原ゆい
エンディングテーマ「It’s just love」
歌 - 榊原ゆい

## 小説
- （著:館山緑、2001年11月、ムービックゲームコレクション、ISBN 978-4896015379）

## ドラマCD
- 上巻（2002年1月26日、ムービック、MACP-6001）
- 下巻（2002年3月16日、ムービック、MACP-6007）

## アダルトアニメ
2000年に前編と後編に分けて発売された。

### キャスト
- 神田淳 - 坂本永治
- 新橋美奈 - 田代智美
- 新橋玲奈 - 吉田美江
- 新橋梨奈 - 園田圭子
- 池田遼太郎 - 大西正和
- 目白聖 - 神野英子
- 神田奈々 - 浅野みすえ